# Huey P. Meaux
Huey Purvis Meaux, född 10 mars 1929 i Vermilion Parish i Louisiana, död 23 april 2011 i Chambers County i Texas, var en amerikansk musikproducent. Meaux, som kallades "The Crazy Cajun", ägde Crazy Cajun Records, Tear Drop Records, Capri Records och SugarHill Recording Studios.